# Ghiacciaio Evison
Il ghiacciaio Evison è un ghiacciaio situato sulla costa di Oates, nella regione nord-occidentale della Dipendenza di Ross, in Antartide. In particolare, il ghiacciaio, il cui punto più alto si trova a circa 1900 m s.l.m., ha origine dal versante meridionale del massiccio Molar, nei monti Bowers, e da qui fluisce verso sud, scorrendo lungo il versante orientale della cresta Incisor, fino a raggiungere le pendici del massiccio.

## Storia
Il ghiacciaio Evison è stato così battezzato dal reparto settentrionale della Spedizione neozelandese di ricognizione geologica in Antartide svolta nel 1967-68, in onore di F. F. Evison, primo professore di geofisica della Nuova Zelanda.